# Gabriel Le Bomin
 (juillet 2025).
Si vous disposez d'ouvrages ou d'articles de référence ou si vous connaissez des sites web de qualité traitant du thème abordé ici, merci de compléter l'article en donnant les références utiles à sa vérifiabilité et en les liant à la section « Notes et références ».
Gabriel Le Bomin, né en 1968 à Bastia en Corse, est un scénariste et réalisateur de cinéma français.

## Biographie

### Formation
Gabriel Le Bomin commence sa formation au début des années 1990 dans une école italienne de cinéma Ipotesi Cinema de Bologne, fondée et dirigée par Ermanno Olmi. Il y étudie le néoréalisme, la technique du documentaire et l'art de l'observation des êtres et des choses.
Il intègre ensuite le service cinématographique des armées, où il réalise de nombreux documentaires. Durant cette période, il accède à des films d'archives des guerres de 14-18, 39-45, Indochine, Algérie... et complète sa formation de réalisateur.

### Carrière
Gabriel Le Bomin écrit et réalise plusieurs courts-métrages dont Le Puits, un court métrage sélectionné dans de nombreux festivals et plusieurs fois primé. Son dernier court-métrage L'Occupant, est sélectionné pour le festival de Cannes 2008.
En 2006, son premier long-métrage, Les Fragments d'Antonin , qui traite des blessés psychiques après la Première Guerre mondiale, lui vaut une nomination aux César du meilleur premier film en 2007, ainsi qu'au prix Louis-Delluc. En 2009, il réalise son second long-métrage Insoupçonnable, un thriller psychologique adapté du roman homonyme de Tanguy Viel incarné par Laura Smet, Charles Berling et Marc-André Grondin.
En 2017, pour son troisième film, il adapte le roman de Tierno Monemembo "Le Terroriste Noir". Rebaptisé Nos patriotes, le film raconte l'histoire réelle d'Addi Ba, tirailleur sénégalais engagé dans la résistance, avec dans les rôles principaux Marc Zinga, Alexandra Lamy, Louane Emera et Pierre Deladonchamps.
En 2020, sort De Gaulle, avec Lambert Wilson et Isabelle Carré. Le film évoque les quelques jours qui précèdent l'appel du 18 juin et, en plus des aspects politiques, s'intéresse à l'intimité du couple pris dans la tourmente de la guerre. Malgré la fermeture des salles, le film avoisine les 900 000 spectateurs et obtient 3 nominations aux César, dont celui du meilleur comédien. Parallèlement, Gabriel Le Bomin réalise pour la télévision fictions et documentaires : en 2014, pour Arte une comédie, Mon cher petit village et en 2018, toujours pour Arte, le thriller Tout contre elle, adapté du livre de Tatiana de Rosnay Spirales. Le film est lauréat du Laurier de l'audiovisuel du meilleur unitaire 2019 et réalise l'un des records d'audience de la chaîne.
Plusieurs documentaires également à son actif  : Guerre d'Algérie, la Déchirure, Collaborations, 1919, l'impossible oubli, la Rafle des notables d'après le livre d'Anne Sinclair et des documentaires politiques de prime time comme Giscard, de vous à moi, Ve République, au cœur du pouvoir, ou les 100 Jours diffusé au terme de la campagne présidentielle de 2022 sur France 2. En 2025, la collection de films documentaires (Crimes contre l'humanité) qu'il a dirigée (Le Procès Barbie, Le Procès Papon, Le Procès Touvier) a cumulé plus de 8 millions de téléspectateurs[réf. nécessaire]. 

## Filmographie
Sauf mention contraire, Gabriel Le Bomin est le scénariste et le réalisateur des œuvres suivantes :
- 1991 : Entre ciel et mer (court métrage)
- 1995 : Les Égarés (court métrage)
- 2001 : Le Puits (court métrage)
- 2004 : Prélude (court métrage)
- 2006 : Les Fragments d'Antonin (long métrage)
- 2008 : L'Occupant (court métrage)
- 2010 : Insoupçonnable (long métrage)
- 2012 : Guerre d'Algérie, la déchirure (documentaire France 2)
- 2013 : Les Francs-maçons et le Pouvoir (documentaire France 5)
- 2013 : Collaborations (documentaire France 3)
- 2014 : Schloesing, un Français Libre[3] (documentaire Histoire TV)
- 2015 : Mon cher petit village (téléfilm Arte)
- 2016 : Giscard, de vous à moi, les confidences d'un président (documentaire France 3)
- 2016 : Bruno Le Maire, l'étoffe du héros (documentaire France 3)
- 2017 : Nos patriotes (long métrage)
- 2018 : Ve République, au cœur du pouvoir (documentaire France 2)
- 2019 : Tout contre elle (téléfilm Arte)
- 2019 : Après la guerre, l'impossible oubli 1919-1920 (documentaire LCP)[Quand ?]
- 2020 : De Gaulle (long métrage)
- 2021 : La Rafle des Notables (documentaire France 2)
- 2022 : Les 100 jours (documentaire France 2)
- 2024 : Crimes contre l'humanité (documentaires France télévision)
  - Le procès de Klaus Barbie[4]
  - Le procès de Maurice Papon[5] (diffusé le 16 avril 2025)
  - Le procès de Paul Touvier[6]

2025 : Truands sous l'Occupation docu-fiction, Canal+Doc, Planète+

## Distinctions

### Prix
- Rencontres Cinématographiques d'Avignon 2002 : Prix Panavision, pour Le Puits.
- Rencontres Européennes du Court Métrage de Metz 2002 : Grand prix, pour Le Puits.
- Les Lutins du court-métrage 2002 (France) : Prix des meilleurs costumes attribué à Céline Guignard pour Le Puits.
- Les Lutins du court-métrage 2002 (France) : Prix des meilleurs décors attribué à Nicolas de Boiscuillé pour Le Puits.
- Festival international du documentaire et du court-métrage de Bilbao 2002 (Portugal) : Prix du public pour Le Puits.
- Festival international du film de Algarve 2005 : Grand prix de la Cité de Portimão, pour Le Puits.
- Prix du Public 2006 pour Les Fragments d'Antonin, festival du film d'Histoire de Compiègne
- Prix TV5-Cinémed du meilleur documentaire 2012, pour Guerre d'Algérie, la déchirure
- Prix du Public 2014 pour Les Fragments d'Antonin festival du film d'Histoire de Compiègne
- César du cinéma 2007 : nommé dans la catégorie meilleur premier film, pour Les Fragments d'Antonin.
- Sélection au prix Louis-Delluc 2007 pour Les Fragments d'Antonin.
- Laurier de l'Audiovisuel du meilleur film unitaire 2019 pour Tout contre elle.
- Swann d'Or du meilleur comédien au festival de Cabourg 2020 pour Lambert Wilson dans De Gaulle
- Nominations aux César 2020 pour De Gaulle : costumes, décors, acteur.
- Lauréat du film d'Utilité Publique 2025 pour Le procès de Klaus Barbie

### Sélections
- Festival international du film et de la vidéo pour la jeunesse de Covilha 2002 (Portugal) : nommé dans la catégorie compétition internationale, pour Le Puits.
- Festival international du film d'Odense 2002 (Danemark) : nommé dans la catégorie Compétition internationale pour Le Puits.
- Rencontres Cinématographiques d'Avignon 2002 (France) : Prix Panavision, pour Le Puits.
- Festival du cinéma international en Abitibi-Témiscamingue 2002 (Québec) : nommé dans la catégorie films de fiction pour Le Puits.
- Festival international du court-métrage de Clermont-Ferrand 2002 (France) : nommé dans la catégorie Compétition nationale pour Le Puits.
- Festival international du court-métrage de Téhéran 2002 (Iran) : nommé dans les catégories Compétition internationale et Programme spécial Unifrance pour Le Puits.
- Festival international du film de Troia 2002 (Portugal) : nommé dans la catégorie L'Homme et son environnement pour Le Puits.
- Festival itinérant de films européens d'Ankara 2002 (Turquie) : nommé dans la catégorie Courts-métrages européens pour Le Puits.
- Les Lutins du court-métrage 2002 (France) : nommé dans la catégorie Films de fiction pour Le Puits.
- Festival international du documentaire et du court-métrage de Bilbao 2002 (Portugal) : nommé dans la catégorie Compétition internationale pour Le Puits.
- Prix de l'Aide à la Création de la Fondation Gan pour le Cinéma pour Les Fragments d'Antonin (2004)
- Festival du premier film de Saint-Jean-de-Luz pour Les Fragments d'Antonin.
- Festival international du film francophone de Namur 2006 (Belgique) : nommé dans la catégorie Compétition officielle pour Les Fragments d'Antonin.
- Festival des films du Monde de Montréal 2006 (Canada) : nommé dans la catégorie Compétition mondiale des Premières œuvres pour Les Fragments d'Antonin.
- Festival international du film de Cannes 2008 (France) : sélection officiel des courts-métrages Unifrance, pour L'Occupant"
- Festival International du Film de Shangaï 2007 (Chine) : nommé dans la catégorie Long métrage pour Les Fragments d'Antonin.
- Festival International du Film de Munich 2007 (Allemagne) : nommé pour Les Fragments d'Antonin.
- César du cinéma 2007 : nommé dans la catégorie meilleur premier film, pour Les Fragments d'Antonin.
- Sélection au prix Louis-Delluc 2007 pour Les Fragments d'Antonin.